# Pacal (genre)
Genre
Pacal est un genre de schizomides de la famille des Hubbardiidae.

## Distribution
Les espèces de ce genre sont endémiques du Mexique. Elles se rencontrent en Oaxaca, au Chiapas et au Tabasco.

## Liste des espèces
Selon Schizomids of the World (version 1.0) :
- Pacal lacandonus (Rowland, 1975)
- Pacal stewarti (Rowland, 1973)
- Pacal trilobatus (Rowland, 1975)

et déplacées depuis :
- Pacal moisii (Rowland, 1973)
- Pacal tepezcuintle (Armas & Cruz López, 2009)

## Publication originale
- Reddell & Cokendolpher, 1995 : Catalogue, bibliography and generic revision of the order Schizomida (Arachnida). Texas Memorial Museum Speleological Monographs, no 4, p. 1-170 (texte intégral).